# Souleyman Diabaté
Mouloukou Souleyman Diabaté (Cocody, 21 luglio 1987) è un cestista ivoriano.

## Carriera
Con la Costa d'Avorio ha disputato due edizioni dei Campionati mondiali (2010, 2019) e sette dei Campionati africani (2007, 2009, 2011, 2013, 2015, 2017, 2021).

## Palmarès
- Basketball Africa League: 2

Zamalek: 2021
Monastir: 2022
- Campionato slovacco: 1

Levice: 2017-18
- Match des Champions: 1

Digione: 2006
- Campionato tunisino: 1

Monastir: 2022
- Coppa di Tunisia: 1

Monastir: 2022
- Campionato angolano: 1

Petro Atlético: 2023
- Coppa di Angola: 1

Petro Atlético: 2023